# ماکس مایرهوف

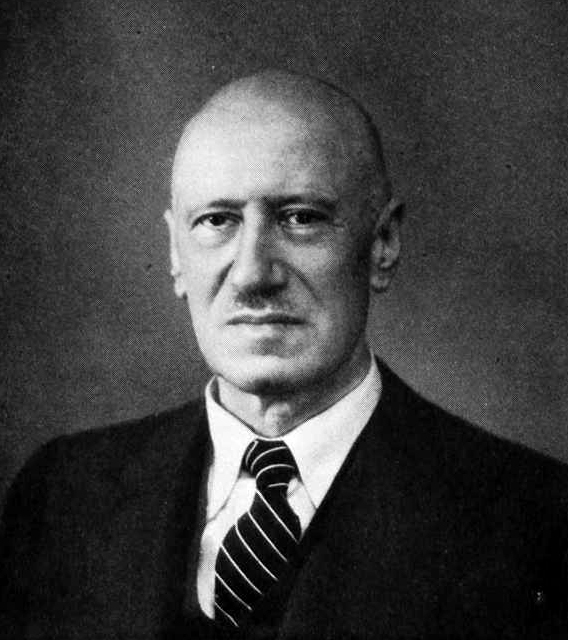
ماکس مایرهوف

ماکس مِیِرهوف (۱۸۷۴–۱۹۴۵) (به آلمانی: Max Meyerhof) شرق‌شناس و چشم‌پزشک یهودی‌تبار آلمانی است. میرهوف در سال ۱۹۰۰ به مصر سفر کرد و مجذوب آن‌جا شد. وی در سال ۱۹۰۳ در قاهره خانه‌ای گرفت و محل کار خود را به آنجا منتقل کرد. پس از مدتی به زبان عربی تسلط کامل یافت و به پژوهش در متون تاریخ پزشکی که دانشگاه الازهر منابع قابل توجهی از آن در اختیار داشت، پرداخت. او کتاب فردوس الحکمة نوشته پزشک و دانشمند ایرانی با نام علی ابن ربن طبری را از زبان عربی به انگلیسی برگرداند. او یکی از پژوهشگران تأثیرگذار در زمینه ایران باستان و پزشکی تمدن اسلامی می‌باشد.